# Sakktivity
A Sakktivity sakktudást igénylő, ügyességi, gyorsasági, logikai, kreativitási készségeket megkövetelő játékos sakkvetélkedő. A játékot Rózsa Zsombor alkotta és szervezi. A vetélkedő 2015 óta hagyományosan Szerbiában a Világsakkfesztivál napján kerül megrendezésre. A Sakktivity a világon az első és az egyetlen játékos sakkvetélkedő.
A Sakktivityn 8 csapat (8 település) és minden csapat élén egy közismert csapatkapitány (sztár) vetélkedik 8 játékban. A résztvevő gyerekek 8. osztályosok és minden csapat 8 tagból áll. A vetélkedő minden játéka valami módon a sakk szabályait veszi alapul.
A Sakktivityn minden évben egy példaértékű közös játék keretében megvalósul a vajdasági ismert közszereplők supergroup-ja.
A vetélkedő legeredményesebb résztvevője Mészáros Bence.

## Történet

### 2015[5]
8 játék: Sakk-turi, Sakk-kész-lett? Világjáró huszárok, 4 sakk között, Sakktolvajok, Ész hová mész?, Jódobás, Fut, robog a sakkos kocsi.
| helyszín        | házigazda            | bemelegítő show | játékvezető, szupervizor   | csapat       | sztárkapitány                     | csapatszín   | helyezés |
| Palics, Szerbia | Agárdi Gábor, Fishee | Perovic Olga    | Rózsa Zsombor, Kukli Erika | Csantavér    | Dér Heni énekesnő                 | piros        | 1.       |
| Palics, Szerbia | Agárdi Gábor, Fishee | Perovic Olga    | Rózsa Zsombor, Kukli Erika | Kevi         | Kecskeméti Árpád sakkjátékos      | fekete       | 2.       |
| Palics, Szerbia | Agárdi Gábor, Fishee | Perovic Olga    | Rózsa Zsombor, Kukli Erika | Zenta        | Kucsov Borisz színművész          | szürke       | 3.       |
| Palics, Szerbia | Agárdi Gábor, Fishee | Perovic Olga    | Rózsa Zsombor, Kukli Erika | Zentagunaras | Csík Mónika költő, meseíró        | fehér        | 4.       |
| Palics, Szerbia | Agárdi Gábor, Fishee | Perovic Olga    | Rózsa Zsombor, Kukli Erika | Orom         | Vágó Krisztina rádiós műsorvezető | narancssárga | 5.       |
| Palics, Szerbia | Agárdi Gábor, Fishee | Perovic Olga    | Rózsa Zsombor, Kukli Erika | Törökfalu    | Cvijin Blanka modell              | citromsárga  | 6.       |
| Palics, Szerbia | Agárdi Gábor, Fishee | Perovic Olga    | Rózsa Zsombor, Kukli Erika | Palics       | Bakos Árpád népzenész             | kék          | 7.       |
| Palics, Szerbia | Agárdi Gábor, Fishee | Perovic Olga    | Rózsa Zsombor, Kukli Erika | Szabadka     | Miskolci Renátó extrém sportoló   | zöld         | 8.       |

### 2016[6]
8 játék: Asszociativity avagy az asszociációs sakk-kód megfejtése, Sakk-kész-lett?, Világjáró huszárok, 4 sakk között, Sakktolvajok, Jódobás, Lőj gólt a Királynak – 1. félidő, Ész hová mész?
| helyszín        | házigazda               | bemelegítő show | játékvezető, szupervizor     | csapat     | sztárkapitány                    | csapatszín   | helyezés |
| Palics, Szerbia | Agárdi Gábor, DJ Norbee | Szalai Patrícia | Rózsa Zsombor, Péity Norbert | Felsőhegy  | Nemes Viktor birkózó             | szürke       | 1.       |
| Palics, Szerbia | Agárdi Gábor, DJ Norbee | Szalai Patrícia | Rózsa Zsombor, Péity Norbert | Palics     | Pejic Bojan programozó           | narancssárga | 2.       |
| Palics, Szerbia | Agárdi Gábor, DJ Norbee | Szalai Patrícia | Rózsa Zsombor, Péity Norbert | Csantavér  | Calbert Károly hegymászó         | fehér        | 3.       |
| Palics, Szerbia | Agárdi Gábor, DJ Norbee | Szalai Patrícia | Rózsa Zsombor, Péity Norbert | Orom       | Billy Sizemore lemezlovas        | piros        | 4.       |
| Palics, Szerbia | Agárdi Gábor, DJ Norbee | Szalai Patrícia | Rózsa Zsombor, Péity Norbert | Hajdújárás | Krisz Rudolf énekes, zeneszerző  | kék          | 5.       |
| Palics, Szerbia | Agárdi Gábor, DJ Norbee | Szalai Patrícia | Rózsa Zsombor, Péity Norbert | Szabadka   | Miskolci Nikolett modell         | zöld         | 6.       |
| Palics, Szerbia | Agárdi Gábor, DJ Norbee | Szalai Patrícia | Rózsa Zsombor, Péity Norbert | Kevi       | Kecskeméti Krisztina sakkjátékos | fekete       | 7.       |
| Palics, Szerbia | Agárdi Gábor, DJ Norbee | Szalai Patrícia | Rózsa Zsombor, Péity Norbert | Mozsgó     | Béres Márta színésznő            | citromsárga  | 8.       |

### 2017[7]
8 játék: Asszociativity avagy az asszociációs sakk-kód megfejtése, Őrült királynők tánca, Világjáró huszárok, 4 sakk között, Sakktolvajok, Jódobás, Angry Chess, Szigetközi sakkjárat.
Sztárjáték: Csacsi repte
| helyszín        | házigazda               | bemelegítő show | játékvezető, szupervizor     | csapat    | sztárkapitány                      | csapatszín   | helyezés |
| Palics, Szerbia | Agárdi Gábor, DJ Norbee | Szalai Patrícia | Rózsa Zsombor, Péity Norbert | Palics    | Bognár Nóra falmászó               | narancssárga | 1.       |
| Palics, Szerbia | Agárdi Gábor, DJ Norbee | Szalai Patrícia | Rózsa Zsombor, Péity Norbert | Orom      | Vicsek Annamária politikus         | piros        | 2.       |
| Palics, Szerbia | Agárdi Gábor, DJ Norbee | Szalai Patrícia | Rózsa Zsombor, Péity Norbert | Szigetvár | Sóti Juli énekesnő                 | citromsárga  | 3.       |
| Palics, Szerbia | Agárdi Gábor, DJ Norbee | Szalai Patrícia | Rózsa Zsombor, Péity Norbert | Kelebia   | Kálló Béla színművész, rendező     | kék          | 4.       |
| Palics, Szerbia | Agárdi Gábor, DJ Norbee | Szalai Patrícia | Rózsa Zsombor, Péity Norbert | Felsőhegy | Vass Szabolcs grafikusművész       | szürke       | 5.       |
| Palics, Szerbia | Agárdi Gábor, DJ Norbee | Szalai Patrícia | Rózsa Zsombor, Péity Norbert | Szabadka  | Hajdú Tamás színművész             | zöld         | 6.       |
| Palics, Szerbia | Agárdi Gábor, DJ Norbee | Szalai Patrícia | Rózsa Zsombor, Péity Norbert | Ludas     | Henderson Dávid énekes, zeneszerző | fekete       | 7.       |
| Palics, Szerbia | Agárdi Gábor, DJ Norbee | Szalai Patrícia | Rózsa Zsombor, Péity Norbert | Csantavér | Juhász Gábor népzenépsz            | fehér        | 8.       |

### 2018[8]
8 játék: Asszociativity avagy az asszociációs sakk-kód megfejtése, Chess Party, Világjáró huszárok, 4 sakk között, Sakktolvajok, GyarMATTosítók, Lőj gólt a Királynak! – 2. félidő, Sakk-kész-lett?
Sztárjáték: Add meg a számod Baby
| helyszín        | házigazda               | bemelegítő show                | játékvezető, szupervizor     | csapat    | sztárkapitány                  | csapatszín   | helyezés |
| Palics, Szerbia | Agárdi Gábor, DJ Norbee | Zsolnai Tamás, Szalai Patrícia | Rózsa Zsombor, Péity Norbert | Palics    | Pámer Csilla színésznő         | narancssárga | 1.       |
| Palics, Szerbia | Agárdi Gábor, DJ Norbee | Zsolnai Tamás, Szalai Patrícia | Rózsa Zsombor, Péity Norbert | Ludas     | Szabó Ádám énekes, zenész      | kék          | 2.       |
| Palics, Szerbia | Agárdi Gábor, DJ Norbee | Zsolnai Tamás, Szalai Patrícia | Rózsa Zsombor, Péity Norbert | Felsőhegy | Szalai Attila karikaturista    | szürke       | 3.       |
| Palics, Szerbia | Agárdi Gábor, DJ Norbee | Zsolnai Tamás, Szalai Patrícia | Rózsa Zsombor, Péity Norbert | Csantavér | Dér Zsolt hegedűművész         | fehér        | 4.       |
| Palics, Szerbia | Agárdi Gábor, DJ Norbee | Zsolnai Tamás, Szalai Patrícia | Rózsa Zsombor, Péity Norbert | Szigetvár | Zsolnai Tamás zumba presenter  | citromsárga  | 5.       |
| Palics, Szerbia | Agárdi Gábor, DJ Norbee | Zsolnai Tamás, Szalai Patrícia | Rózsa Zsombor, Péity Norbert | Kispiac   | Hulló Zsófia fesztiválszervező | fekete       | 6.       |
| Palics, Szerbia | Agárdi Gábor, DJ Norbee | Zsolnai Tamás, Szalai Patrícia | Rózsa Zsombor, Péity Norbert | Zentaörs  | Kajdocsi Tamás súlyemelő       | zöld         | 7.       |
| Palics, Szerbia | Agárdi Gábor, DJ Norbee | Zsolnai Tamás, Szalai Patrícia | Rózsa Zsombor, Péity Norbert | Orom      | Kádár Panna modell             | piros        | 8.       |

### 2019[9]
8 játék: Asszociativity avagy az asszociációs sakk-kód megfejtése, Bástya DANCE, Világjáró huszárok, 4 sakk között, Sakktolvajok, GyarMATTosítók, Lőj gólt a Királynak! – 2. félidő, A szivárványon túl.
Sztárjáték: Gránátvetők
| helyszín        | házigazda          | bemelegítő show | játékvezető, szupervizor   | csapat      | sztárkapitány                              | csapatszín   | helyezés |
| Palics, Szerbia | Agárdi Gábor, Aadm | Szalai Patrícia | Rózsa Zsombor, Vörös Flóra | Szabadka    | Dudás Norbert színjátszó                   | kék          | 1.       |
| Palics, Szerbia | Agárdi Gábor, Aadm | Szalai Patrícia | Rózsa Zsombor, Vörös Flóra | Radonovác   | Dijana Savić énekesnő                      | zöld         | 2.       |
| Palics, Szerbia | Agárdi Gábor, Aadm | Szalai Patrícia | Rózsa Zsombor, Vörös Flóra | Zenta       | Maletaški Krisztina televíziós műsorvezető | szürke       | 3.       |
| Palics, Szerbia | Agárdi Gábor, Aadm | Szalai Patrícia | Rózsa Zsombor, Vörös Flóra | Királyhalom | Szalai Patrícia modell / zumba dancer      | citromsárga  | 4.       |
| Palics, Szerbia | Agárdi Gábor, Aadm | Szalai Patrícia | Rózsa Zsombor, Vörös Flóra | Ludas       | Lajkó Félix hegedűművész                   | piros        | 5.       |
| Palics, Szerbia | Agárdi Gábor, Aadm | Szalai Patrícia | Rózsa Zsombor, Vörös Flóra | Szigetvár   | Szentpéteri Dóra gyeplabda válogatott      | narancssárga | 6.       |
| Palics, Szerbia | Agárdi Gábor, Aadm | Szalai Patrícia | Rózsa Zsombor, Vörös Flóra | Kelebia     | Mezei Zoltán színművész                    | fehér        | 7.       |
| Palics, Szerbia | Agárdi Gábor, Aadm | Szalai Patrícia | Rózsa Zsombor, Vörös Flóra | Palics      | Kocsis Tibor énekes                        | fekete       | 8.       |

### 2020[10]
8 játék: Asszociativity avagy az asszociációs sakk-kód megfejtése, Biztonsági sakkrendszer, Szupersztársakk, Chesskid.com: Vision, Elvarázsolt popsakkrock, Ország-város, sakk-matt!, Memorizálósakk, Chess Race
Sztárjáték: -
| helyszín          | házigazda    | játékvezető, szupervizor | csapat           | sztárkapitány                                | játékos               | csapatszín   | helyezés |
| Szabadka, Szerbia | Agárdi Gábor | Rózsa Zsombor            | Újvidék          | Szerda Zsófia újságíró                       | Živanac Berenn        | szürke       | 1.       |
| Szabadka, Szerbia | Agárdi Gábor | Rózsa Zsombor            | Palics           | Brasnyó Zoltán rádiós műsorvezető            | Mészáros Bence        | fekete       | 2.       |
| Szabadka, Szerbia | Agárdi Gábor | Rózsa Zsombor            | Ludas            | Pesitz Mónika színésznő / jelmeztervező      | Fejős Viola           | citromsárga  | 3.       |
| Szabadka, Szerbia | Agárdi Gábor | Rózsa Zsombor            | Bácskossuthfalva | Pesti Emma festőművész                       | Bábity Boglárka       | fehér        | 4.       |
| Szabadka, Szerbia | Agárdi Gábor | Rózsa Zsombor            | Ada              | Varga Iván jazz-zongora tanár / előadóművész | Horváth Zsolt         | zöld         | 5.       |
| Szabadka, Szerbia | Agárdi Gábor | Rózsa Zsombor            | Szabadka         | Facković Melissza rádiós műsorvezető         | Poljákovity Krisztina | kék          | 6.       |
| Szabadka, Szerbia | Agárdi Gábor | Rózsa Zsombor            | Felsőhegy        | Sutus Áron művelődésszervező                 | Fajka Zsóka           | piros        | 7.       |
| Szabadka, Szerbia | Agárdi Gábor | Rózsa Zsombor            | Zenta            | Kovács Nemes Andor színművész                | Horváth Jázmin        | narancssárga | 8.       |

### 2021[11][12][13][14]
8 játék: Asszociativity avagy az asszociációs sakk-kód megfejtése, Bástya DANCE, Világjáró huszárok, 4 sakk között, Sakktolvajok, Memósakkpárbaj, Elvarázsolt popsakkrock, Lőj gólt a Királynak! – 2. félidő.
Sztárjáték: Sakkgolfseprés
| helyszín          | házigazda          | bemelegítő show | játékvezető, szupervizor         | csapat        | sztárkapitány                         | csapatszín   | helyezés |
| Szabadka, Szerbia | Agárdi Gábor, Aadm | Szalma Andrea   | Rózsa Zsombor, Mészáros Violetta | Hajdújárás    | Cirok Szabó István költő              | zöld         | 1.       |
| Szabadka, Szerbia | Agárdi Gábor, Aadm | Szalma Andrea   | Rózsa Zsombor, Mészáros Violetta | Szabadka      | Stettner Zoltán vlogger               | fehér        | 2.       |
| Szabadka, Szerbia | Agárdi Gábor, Aadm | Szalma Andrea   | Rózsa Zsombor, Mészáros Violetta | Tornyos       | Fremond Árpád politikus               | citromsárga  | 3.       |
| Szabadka, Szerbia | Agárdi Gábor, Aadm | Szalma Andrea   | Rózsa Zsombor, Mészáros Violetta | Palics        | Pesti Attila építész                  | fekete       | 4.       |
| Szabadka, Szerbia | Agárdi Gábor, Aadm | Szalma Andrea   | Rózsa Zsombor, Mészáros Violetta | Magyarkanizsa | Molnár Lajkó Anett rádiós műsorvezető | narancssárga | 5.       |
| Szabadka, Szerbia | Agárdi Gábor, Aadm | Szalma Andrea   | Rózsa Zsombor, Mészáros Violetta | Ludas         | Lackó Varjú Sára újságíró             | szürke       | 6.       |
| Szabadka, Szerbia | Agárdi Gábor, Aadm | Szalma Andrea   | Rózsa Zsombor, Mészáros Violetta | Tompa         | Csíkos Dániel televíziós műsorvezető  | kék          | 7.       |
| Szabadka, Szerbia | Agárdi Gábor, Aadm | Szalma Andrea   | Rózsa Zsombor, Mészáros Violetta | Óbecse        | Magyar Zsófia színésznő               | piros        | 8.       |

### 2022[15][16][17][17]
8 játék: Asszociativity avagy az asszociációs sakk-kód megfejtése, Bástya DANCE, Világjáró huszárok, 4 sakk között, Sakktolvajok, Lőj gólt a Királynak! – 2. félidő, Elvarázsolt popsakkrock, A mesteri sakktűzszerészek.
Sztárjáték: Sztársakk végjáték
| helyszín          | házigazda          | bemelegítő show | játékvezető, szupervizor         | csapat        | sztárkapitány                                    | csapatszín   | helyezés |
| Szabadka, Szerbia | Agárdi Gábor, Aadm | Szalma Andrea   | Rózsa Zsombor, Mészáros Violetta | Szabadka      | Bognár Bence válogatott asztaliteniszező         | fehér        | 1.       |
| Szabadka, Szerbia | Agárdi Gábor, Aadm | Szalma Andrea   | Rózsa Zsombor, Mészáros Violetta | Magyarkanizsa | Nagy Szebasztián világbajnok birkózó             | fehér        | 2.       |
| Szabadka, Szerbia | Agárdi Gábor, Aadm | Szalma Andrea   | Rózsa Zsombor, Mészáros Violetta | Ludas         | _tixinia_ influencer / digital creator           | szürke       | 3.       |
| Szabadka, Szerbia | Agárdi Gábor, Aadm | Szalma Andrea   | Rózsa Zsombor, Mészáros Violetta | Kelebia       | Zvekán Péter rádiós műsorvezető                  | kék          | 4.       |
| Szabadka, Szerbia | Agárdi Gábor, Aadm | Szalma Andrea   | Rózsa Zsombor, Mészáros Violetta | Palics        | Your_lil_nightmare_ influencer / digital creator | fekete       | 5.       |
| Szabadka, Szerbia | Agárdi Gábor, Aadm | Szalma Andrea   | Rózsa Zsombor, Mészáros Violetta | Hajdújárás    | Krizsán Szilvia író / színésznő                  | zöld         | 6.       |
| Szabadka, Szerbia | Agárdi Gábor, Aadm | Szalma Andrea   | Rózsa Zsombor, Mészáros Violetta | Csantavér     | Szakács Tamás néptáncos                          | piros        | 7.       |
| Szabadka, Szerbia | Agárdi Gábor, Aadm | Szalma Andrea   | Rózsa Zsombor, Mészáros Violetta | Tornyos       | Ralbovszki Csaba színművész                      | narancssárga | 8.       |

## Éremtáblázat
| ssz | csapat        | részvétel | helyezés | helyezés | helyezés |
| ssz | csapat        | részvétel | 1.       | 2.       | 3.       |
| --- | ------------- | --------- | -------- | -------- | -------- |
| 1.  | Palics        | 8         | 2        | 2        |          |
| 2.  | Szabadka      | 6         | 2        | 1        |          |
| 3.  | Csantavér     | 5         | 1        |          | 1        |
| 4.  | Felsőhegy     | 4         | 1        |          | 1        |
| 5.  | Hajdújárás    | 3         | 1        |          |          |
| 6.  | Újvidék       | 1         | 1        |          |          |
| 7.  | Ludas         | 6         |          | 1        | 2        |
| 8.  | Kevi          | 2         |          | 1        |          |
| 9.  | Magyarkanizsa | 2         |          | 1        |          |
| 10. | Orom          | 4         |          | 1        |          |
| 11. | Radonovác     | 1         |          | 1        |          |
| 12. | Zenta         | 3         |          |          | 2        |
| 13. | Szigetvár     | 3         |          |          | 1        |
| 14. | Tornyos       | 2         |          |          | 1        |